# Mysterious Skin
Mysterious Skin (tj. Tajemná kůže) je americko-nizozemský hraný film z roku 2004, který režíroval Gregg Araki podle vlastního scénáře napsaném podle stejnojmenného románu Scotta Heima. Film popisuje osudy dvou mladíků, kteří se snaží vyrovnat s tím, že byli v dětství sexuálně zneužiti. Snímek měl světovou premiéru na Mezinárodním filmovém festivalu v Benátkách dne 3. září 2004.

## Děj
Film se odehrává převážně v kansaském maloměstě Hutchinson. Osmiletý Brian Lackey se jednoho večera probere se zakrváceným nosem ve sklepě. Netuší, co se mu stalo. Jeho matka se domnívá, že byl poraněn při baseballovém tréninku a odhlásí ho z mužstva. Brian v následujících letech často ztrácí vědomí. Když jednoho dne zhlédne v televizi dokument o únosech lidí UFO, uvěří, že on sám byl kdysi unesen.
Druhou postavou je Neil McCormick. Také Neil je na začátku filmu osmiletý a je členem stejného baseballového týmu. Neil ví už jako malý, že je gay a po vstupu do mužstva se zamiluje do pedofilního trenéra. Neilův vztah s trenérem trvá celé léto a Neil slouží jako volavka, aby trenér mohl zneužívat i další chlapce.
V 15 letech si Neil začne vydělávat peníze jako prostitut. Ani v 18 letech prostituce nenechá, přesto že je do něj jeho kamarád Eric zamilovaný. Rozhodne se opustit Hutchinson a odjet do New Yorku za svou nejlepší kamarádkou Wendy. Když ho Eric a jeho matka vyprovázejí na autobus, potkají Briana, který v Neilovi pozná svého kamaráda z týmu. Rád by se od něj dověděl nejasnosti, ze svého dětství. Protože ale Neil odjede, Brian se skamarádí s Ericem.
V New Yorku pokračuje Neil i nadále jako prostitut, ale brzy pozná, že ve velkoměstě platí jiná pravidla. Wendy se ho snaží přemluvit, aby si našel jinou práci a najde mu práci v jednom rychlém občerstvení. Neil přijíždí na Vánoce domů a potkává se s Brianem. Společně navštíví prázdný dům, kde kdysi bydlel trenér. Zde se Brianovi konečně vybaví, co se tehdy doopravdy stalo.

## Obsazení
| Joseph Gordon-Levitt  | Neil McCormick |
| Brady Corbet          | Brian Lackey   |
| Jeffrey Licon         | Eric           |
| Mary Lynn Rajskub     | Avalyn Friesen |
| Elisabeth Shue        | Neilova matka  |
| Bill Sage             | trenér         |
| Michelle Trachtenberg | Wendy          |
| David Lee Smith       | Alfred         |
| Chris Mulkey          | Brianův otec   |
| Lisa Long             | Brianova matka |
| Richard Riehle        | Charlie        |
| Kelly Kruger          | Deborah        |
| Billy Drago           | Zeke           |

## Ocenění
- Bergen International Film Festival: cena poroty (Gregg Araki)
- Rotterdam International Film Festival: MovieZone Award (Gregg Araki)
- Seattle International Film Festival: Golden Space Needle Award (Joseph Gordon-Levitt jako nejlepší herec, Gregg Araki jako nejlepší režisér).